# ZLM Tour
 Ikke at forveksle med ZLM Tour (1996-2018).
ZLM Tour (tidl. Ster ZLM Toer) er et hollandsk etapeløb (Kat. 2.Pro) på cykel over fem etaper som arrangeres i juni. Siden 2020 har det været med i UCI ProSeries, men blev her aflyst pga. coronaviruspandemien.
Traditionelt starter man i det nordlige Holland og ender med de to sidste etaper i Limburg, blandt andet i Sittard-Geleen og Valkenburg. Det er også almindeligt at løbet går ind i nabolandene Tyskland og Belgien
Fra 1990 til 1997 gik løbet under navnet Teleflex Tour.

## Vindere
| År                | Vinder              | Toer                  | Treer                |        |
| ----------------- | ------------------- | --------------------- | -------------------- | ------ |
| Rondom Schijndel  |                     |                       |                      |        |
| 1987              | Theo Gevers         | Jos Bol               | Frank van Merwijk    |        |
| 1988              | Arno Ottevanger     | Menno Vink            | Harry Rozendal       |        |
| 1989              | Reem Kok            | Anthony Theus         | Luboš Lom            |        |
| Teleflex Tour     |                     |                       |                      |        |
| 1990              | John den Braber     | Servais Knaven        | Tonnie Akkermans     |        |
| 1991              | Tristan Hoffman     | Niels Boogaard        | Arno Ottevanger      |        |
| 1992              | Martin van Steen    | Robert de Poel        | Saulius Šarkauskas   |        |
| 1993              | Servais Knaven      | Wim van de Meulenhof  | Patrick Jonker       |        |
| 1994              | Jos Wolfkamp        | Bennie Gosink         | Remigijus Lupeikis   |        |
| 1995              | Bennie Gosink       | Lucien de Louw        | Jan Boven            |        |
| 1996              | Tyler Hamilton      | Nate Reiss            | Danny Nelissen       |        |
| 1997              | Eddy Bouwmans       | Bert Hiemstra         | Wim van de Meulenhof |        |
| Ster der Beloften |                     |                       |                      |        |
| 1998              | Karsten Kroon       | Ralf Grabsch          | Bjørnar Vestøl       |        |
| 1999              | Ralf Grabsch        | Frank McCormack       | Erwin Thijs          |        |
| 2000              | Andy De Smet        | Bram Tankink          | Andrej Kasjetjkin    |        |
| Ster Elektrotoer  |                     |                       |                      |        |
| 2001              | Xavier Jan          | Marcel Strauss        | René Haselbacher     |        |
| 2002              | Bart Voskamp        | Bram Schmitz          | Michael Boogerd      |        |
| 2003              | Gerben Löwik        | Niels Scheuneman      | Rik Reinerink        |        |
| 2004              | Nick Nuyens         | Paul Van Hyfte        | Philippe Gilbert     |        |
| 2005              | Stefan Schumacher   | Nick Nuyens           | Laurens ten Dam      |        |
| 2006              | Kurt-Asle Arvesen   | Jurgen Van De Walle   | Paolo Bossoni        |        |
| 2007              | Sebastian Langeveld | Paul Martens          | Kurt-Asle Arvesen    |        |
| 2008              | Enrico Gasparotto   | Vasil Kiryjenka       | Nikolaj Trusov       |        |
| 2009              | Philippe Gilbert    | Niki Terpstra         | Borut Božič          |        |
| 2010              | Adam Hansen         | Johan Coenen          | Thomas De Gendt      |        |
| Ster ZLM Toer     |                     |                       |                      |        |
| 2011              | Philippe Gilbert    | Niki Terpstra         | Ramūnas Navardauskas |        |
| 2012              | Mark Cavendish      | Lars Boom             | Jürgen Roelandts     |        |
| 2013              | Lars Boom           | André Greipel         | Mark Cavendish       |        |
| 2014              | Philippe Gilbert    | Tim Wellens           | Gianni Meersman      |        |
| 2015              | André Greipel       | Yves Lampaert         | Moreno Hofland       |        |
| 2016              | Sep Vanmarcke       | Sean De Bie           | Jos van Emden        |        |
| 2017              | José Gonçalves      | Primož Roglič         | Laurens De Plus      |        |
| ZLM Tour          |                     |                       |                      |        |
| 2019              | Mike Teunissen      | Amund Grøndahl Jansen | Mads Würtz Schmidt   |        |
| 2020              | aflyst              | aflyst                | aflyst               | aflyst |
| 2021              | aflyst              | aflyst                | aflyst               | aflyst |
| 2022              | Olav Kooij          | Jakub Mareczko        | Aaron Van Poucke     |        |
| 2023              | Olav Kooij          | Sam Welsford          | Nils Eekhoff         |        |
| 2024              | Rune Herregodts     | Max Walker            | Tom Bohli            |        |
| 2025              | aflyst              | aflyst                | aflyst               | aflyst |